# Michael Elgin
Aaron Frobel (né le 13 décembre 1986 à Toronto), plus connu sous le nom de ring de Michael Elgin est un catcheur canadien. 
Il est principalement connu pour son travail à la Ring of Honor (ROH) où il a remporté le championnat du monde de la ROH ainsi qu'à la New Japan Pro Wrestling où il a détenu le championnat intercontinental International Wrestling Grand Prix (IWGP).

## Carrière de catcheur

### Circuit indépendant (2005-...)
Aaron Frobel commence à s'entraîner à 14 ans dans une école de catch de Toronto. Il quitte cette école car il n'y apprend pas grand chose pour aller dans celle de Rob Fuego.

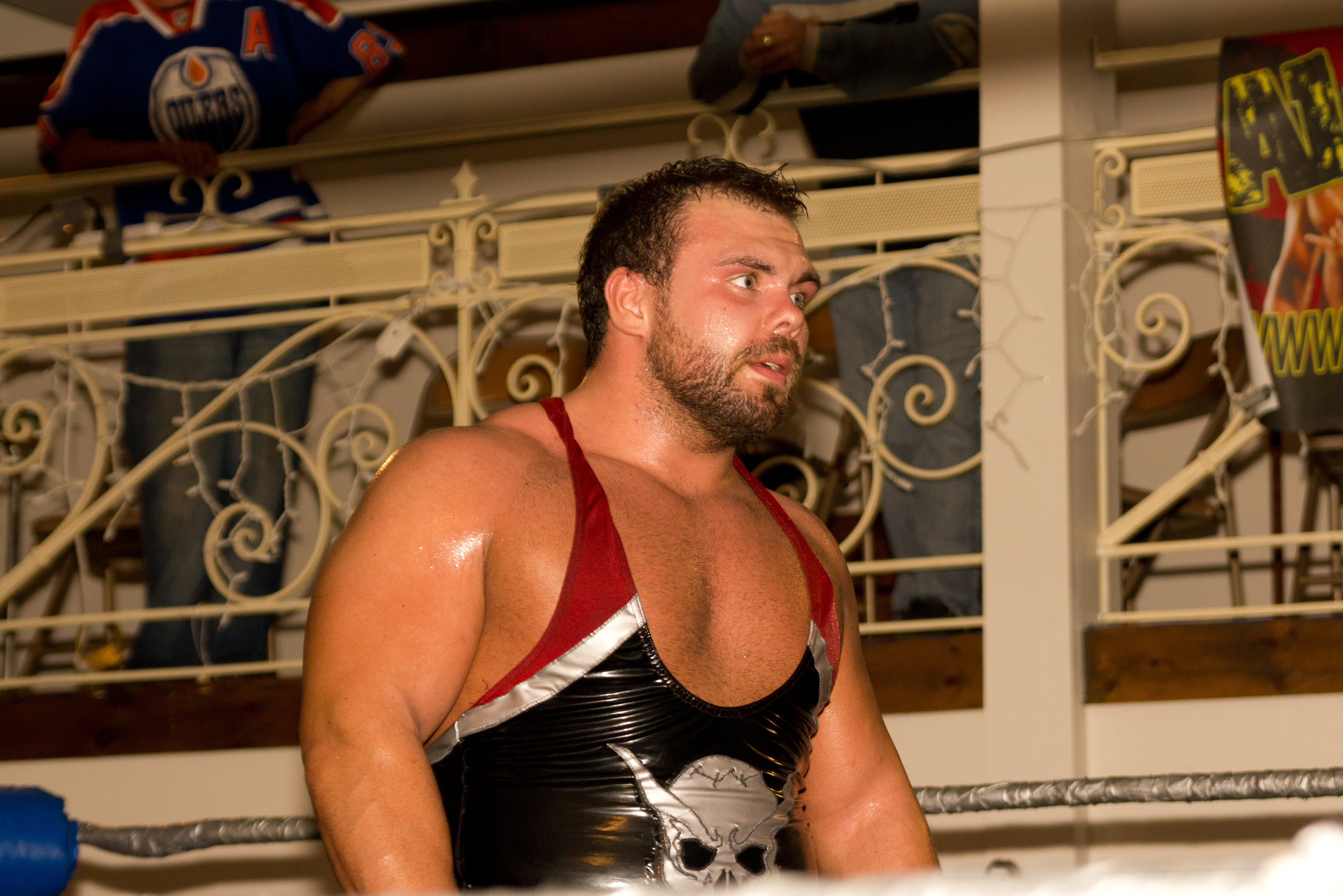
Elgin en 2011

### All American Wrestling (2010-2018)
Lors de AAW One Twisted Christmas 2013, lui et Ethan Page battent Kung Fu Manchu (Louis Lyndon et Marion Fontaine) et Zero Gravity (Brett Gakiya et CJ Esparza) est remportent les AAW Tag Team Championship. Lors de AAW The Chaos Theory 2014, ils conservent leur titres contre Ricochet et Uhaa Nation. Lors de AAW Thursday Night Special, il bat Jack Swagger,.

### Ring of Honor (2007-2016)

#### Débuts et House of Truth (2007-2013)
Il fait ses débuts le 27 janvier 2007 à ROH Battle Of The Icons en perdent contre Shane Hagadorn dans un dark match. 

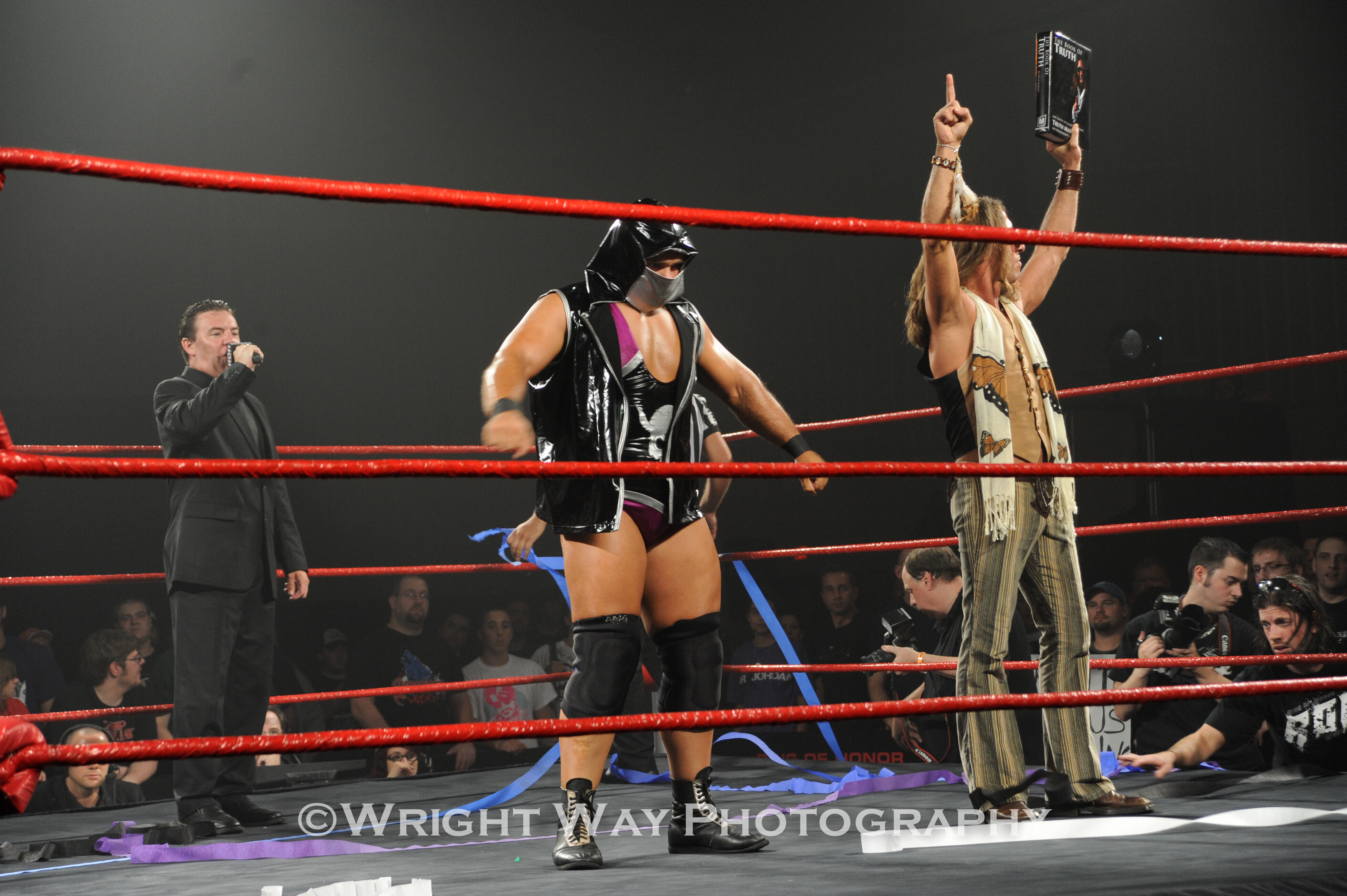
Elgin (au centre) avec son manager Truth Martini lors d'un show de la Ring of Honor en 2011

Le 18 novembre 2011, à Survival of the fittest il crée la surprise en éliminant Kenny King, Adam Cole et Tommaso Ciampa avant de sortir vainqueur de la finale pour avoir droit à un match pour le titre de la ROH. Il obtient sa chance le 31 mars 2012 à Showdown in the Sun où il échoue contre Davey Richards non sans avoir impressionné tous les observateurs.

#### Course au titre mondial et ROH World Champion (2013-2014)
Lors de Glory By Honor XI: The Unbreakable Hope il perd contre Kevin Steen et ne remporte pas le ROH World Championship. Lors de Supercard Of Honor VII, il bat Jay Lethal et devient challenger no 1 au ROH World Championship. Lors de Border Wars 2013, Jay Lethal et lui perdent contre SCUM (Cliff Compton et Jimmy Jacobs). Cependant, avant qu'il n'obtienne sa chance pour le titre, le ROH World Championship est déclaré vacant, ce qui lui vaut d'entrer dans un tournoi pour déterminer le nouveau champion. Le 3 août, il bat Paul London dans son match de premier tour. Le 17 août, il bat Karl Anderson pour se qualifier pour les demi-finales du tournoi.Lors de Death Before Dishonor XI, il perd contre Adam Cole dans la finale du ROH World Championship tournament est ne remporte pas le ROH World Championship. Lors de ROH Charm City Challenge lui & Jay Lethal perdent contre reDRagon (Kyle O'Reilly et Bobby Fish) est ne remporte pas les ROH World Tag Team Championship. Lors de Final Battle (2013), il perd contre Adam Cole dans un match qui comprenait aussi Jay Briscoe et ne remporte pas le ROH World Championship à la suite de l'interférence extérieure de Matt Hardy. Le 8 février, il perd contre Kevin Steen, match qui comprenait Tommaso Ciampa et Jay Lethal et ne devient pas challenger pour le titre mondial. Il devait affronter Matt Hardy lors de 12th Anniversary Show mais ce dernier n'a pas pu venir à cause des problèmes de transports. Cependant, lors de ce show, il bat Raymond Rowe. Il bat Kevin Steen lors de Supercard of Honor VIII et devient challenger no 1 pour le IWGP Heavyweight Championship. Le lendemain, il bat Rocky Romero. Le 19 avril, il bat A.J. Styles et devient challenger pour le ROH World Championship. Lors de War of the Worlds (2014), il perd contre Kazuchika Okada et A.J. Styles, match remporté par ce dernier, et ne remporte pas le IWGP Heavyweight Championship Lors de Best in the World 2014 il bat Adam Cole et remporte le ROH World Championship. Le 12 juillet, il conserve son titre contre Matt Hardy. Le 18 juillet, il conserve son titre contre Roderick Strong. Lors de Field of Honor (2014), il conserve son titre contre A.J. Styles, Adam Cole et Jay Briscoe.

#### Perte du titre et Big Mike (2014-2016)

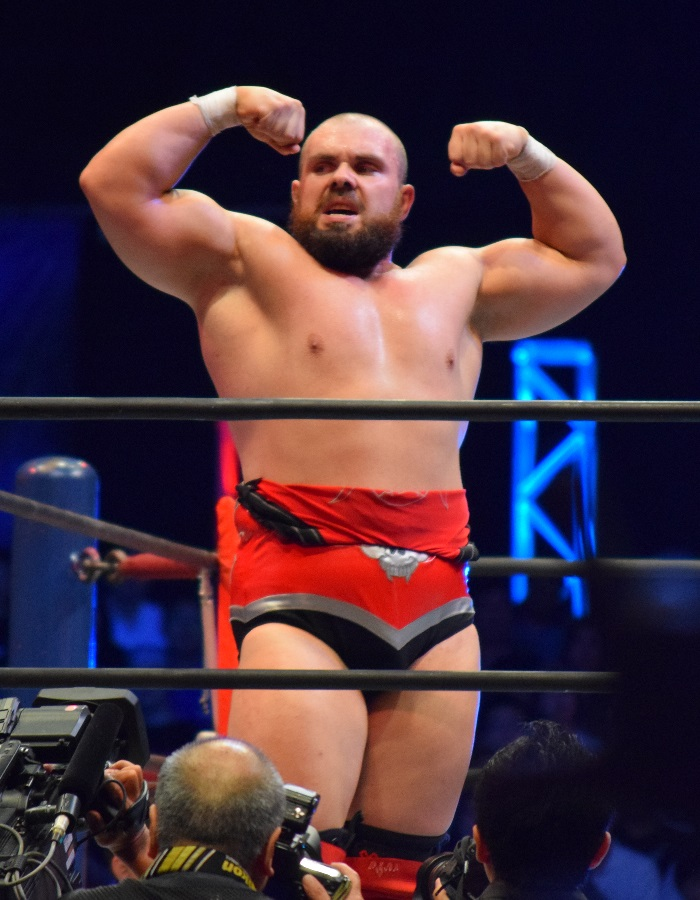
Michael Elgin en 2015.

Le 6 septembre, il perd sa ceinture contre Jay Briscoe. Il explique ensuite que la fédération est responsable de la perte de son titre et refuse de combattre pendant les matchs. Lors de Final Battle (2014), il apparaît sous un nouveau gimmick et bat Tommaso Ciampa. Le 1er mars, lors de 13th Anniversary Show, il perd contre Tommaso Ciampa, Hanson et Jay Briscoe, ce dernier conservant son titre de champion de monde. Le 19 juin, lors de Best in the World (2015), il perd contre Moose et Roderick Strong, match remporté par ce dernier, et ne devient pas challenger pour le titre mondial de la ROH. 
Après une tournée au Japon, il revient en août à la ROH avec son ancienne musique d'entrée et s'est octroyé le surnom de "Big Mike". Le 18 septembre, à All Star Extravaganza VII, il perd contre Adam Cole, Roderick Strong et A.J. Styles, match remporté par ce dernier. Le 13 novembre, il participe au tournoi Survival of the Fittest. Il se qualifie en battant Adam Cole et Moose, puis remporte le tournoi pour la seconde fois le lendemain en battant ACH, Christopher Daniels, Jay Briscoe et Silas Young. Le 18 décembre lors de Final Battle 2015, il bat Moose et affirme sa position de prétendant au titre mondial.
Lors de Death Before Dishonor XIV, lui et Hiroshi Tanahashi perdent contre The Addiction (Christopher Daniels et Frankie Kazarian) dans un Triple Threat Tag Team match qui comprenaient également Los Ingobernables de Japón (Evil et Tetsuya Naitō) et ne remportent pas les ROH World Tag Team Championship.

### Pro Wrestling Guerrilla (2012–2017)
Il fait ses débuts le 25 mai 2012 à PWG Death To All But Metal en perdant contre Willie Mack. Lors de PWG Threemendous III, il bat Sami Callihan. Lors du 2013 Dynamite Duumvirate Tag Team Title Tournament il est associé à Brian Cage, et lors du premier round, ils battent Super Smash Brothers (Player Uno et Stupefied) et remportent les PWG World Tag Team Championship, ils perdent leurs titres contre The Young Bucks en semi-final du tournoi. Le 30 août, il participe au Battle of Los Angeles 2013, en battant Rich Swann dans son match de premier tour. Le lendemain, il bat Roderick Strong et Johnny Gargano et se qualifie pour la finales du tournoi, où il perd contre Kyle O'Reilly.
Lors de PWG Prince, il bat Kamaitachi et perd plus tard dans la soirée contre Drew Galloway après avoir répondu au Open Challenge de ce dernier.

### New Japan Pro Wrestling (2015–2019)
Il intègre durant fin juillet le tournoi G1 Climax, où il remporte quatre de ses matchs.Elgin est rapidement devenu populaire parmi les foules japonaises, se fixant comme un babyface et sa performance dans le tournoi a été appelé une "résurgence de carrière",.Il participe ensuite au World Tag League 2015 avec Hiroshi Tanahashi, où ils remportent quatre matchs pour deux défaites, ratant la finale en raison d'une défaite contre Great Bash Heel (Togi Makabe et Tomoaki Honma) dans le match en tête-à-tête entre les deux équipes. Lors de Wrestle Kingdom 10, il perd contre Jay Lethal et ne remporte pas le ROH World Championship. Le 20 février, il a été signalé que Elgin avait signé un contrat de deux ans avec la NJPW.Cela a été confirmé par la NJPW le 3 mars. Il participe ensuite à la New Japan Cup 2016 où il perd en demi-finale du tournoi contre Hirooki Goto. Le 20 mars, lui, Hiroshi Tanahashi et Juice Robinson perdent contre Bullet Club (Kenny Omega, Matt et Nick Jackson) et ne remportent pas les NEVER Openweight 6-Man Tag Team Championship. Lors de Invasion Attack 2016, lui, Hiroshi Tanahashi et Yoshitatsu battent Bullet Club (Kenny Omega, Matt et Nick Jackson) et remportent les NEVER Openweight 6-Man Tag Team Championship. Le 23 avril, ils conservent leur titres contre Bullet Club (Kenny Omega, Bad Luck Fale et Yujiro Takahashi). Le 27 avril, il perd contre Kenny Omega et ne remporte pas le IWGP Intercontinental Championship. Lors de Wrestling Dontaku 2016, lui, Hiroshi Tanahashi et Yoshitatsu perdent les NEVER Openweight 6-Man Tag Team Championship contre Bullet Club (Kenny Omega, Matt et Nick Jackson). 
Lors de Dominion 6.19, il bat Kenny Omega dans le premier Ladder Match de la NJPW et remporte le IWGP Intercontinental Championship. Il intègre durant fin juillet le tournoi G1 Climax, où il termine avec une fiche de cinq victoires et quatre défaites. Il ne réussit pas à se qualifier pour la finale après sa défaite contre Katsuhiko Nakajima le dernier jour du tournoi. Lors de Destruction in Kobe, il perd son titre contre Tetsuya Naitō. Lors de Wrestling Dontaku 2017, il perd contre Cody. Lors de la tournée G1 Special in USA, il participe au tournoi pour déterminer le premier IWGP United States Heavyweight Champion, mais il est éliminé lors du premier tour à la suite de sa défaite contre Kenny Omega. Lors de Destruction in Fukushima, il perd contre Minoru Suzuki et ne remporte pas le NEVER Openweight Championship. Lors de Sakura Genesis 2018, lui, Ryusuke Taguchi et Togi Makabe perdent contre Bullet Club (Bad Luck Fale, Tama Tonga et Tanga Loa) et ne remportent pas les NEVER Openweight 6-Man Tag Team Championship.
Lors de Dominion 6.9, Il bat Hirooki Goto et Taichi et remporte le NEVER Openweight Championship. Le 17 juin, il perd le titre contre Hirooki Goto.
Le 1er avril, il est annoncé que Elgin venait de quitter la NJPW.

### Mexique (2016)
Le 1er juin 2016, la Consejo Mundial de Lucha Libre annonce Elgin en tant que participant au International Gran Prix 2016 Tournament. Le 25 juin, il devient le premier Elite World Champion de la Lucha Libre Elite en battant successivement Jinder Mahal, Lio Rush, Bram et Volador Jr.. Le 1er juillet, il participe au International Gran Prix 2016 Tournament où il est éliminé par Último Guerrero. Le 10 juillet, il perd contre Último Guerrero dans un Best Two Out Of Three Falls Match.

### Impact Wrestling (2019-2020)

#### Débuts et Course au Impact World Championship (2019-2020)

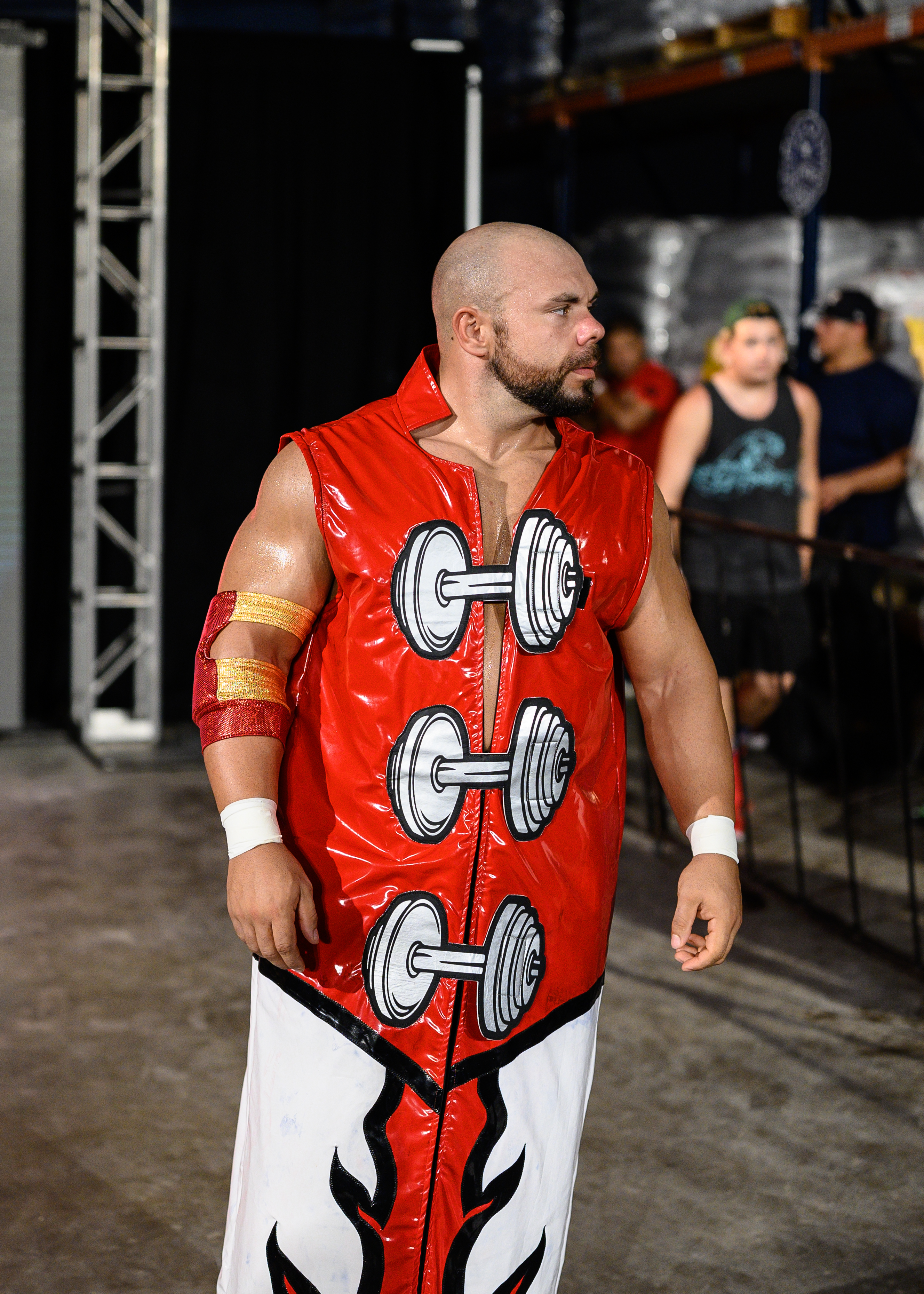
Après avoir quitté la NJPW, Elgin signe avec Impact Wrestling

Il fait ses débuts à Impact Wrestling Rebellion le 28 avril 2019 en attaquant le nouveau IMPACT World Champion, Brian Cage.
Le 3 mai à Impact, il bat Johnny Impact et Pentagón Jr. lors d'un triple threat match et obtient une opportunité pour le championnat de Brian Cage. Lors de Slammiversary XVII, il perd contre Brian Cage et ne remporte pas le Impact World Championship.

#### Rivalité avec Eddie Edwards et licenciement (2020)
Début 2020, Elgin entre en rivalité avec Eddie Edwards, les deux hommes s'affrontent à Impact lors de l'épisode du 7 janvier, Edwards remporta le match. Lors de Impact Hard to Kill, il perd de nouveau contre Edwards.
Lors de l'épisode de Impact du 28 janvier, les deux hommes débutent un Best-of-5 series, le premier combat est remporté par Elgin. Le 11 février à Impact, Eglin bat Edwards montant le score du best-of-5 series à 2-0 pour Elgin.Elgin perdra les trois matchs suivant face à Edwards lors des semaines qui suivirent.
Le 22 juin 2020, il est suspendu par la compagnie à la suite d'accusations d'agressions sexuelles. Deux jours plus tard, la compagnie annonce qu'il n'apparaîtra plus dans aucun programme.

### Pro Wrestling Noah (2019–2020; 2022–...)
Lors de Noah the Best 2019, il perd contre Takashi Sugiura et ne devient pas le 1er GHC National Champion.
Le 21 mai, lui et Masa Kitamiya battent Sugiura-gun (El Hijo de Dr. Wagner Jr. et René Duprée) et remportent les GHC Tag Team Championship.

## Palmarès
- Absolute Intense Wrestling
  - 1 fois AIW Absolute Championship[57]
  - J.T. Lightning Tournament (2014)[58]

- All American Wrestling
  - 1 fois AAW Heavyweight Championship[59]
  - 1 fois AAW Heritage Championship[60]
  - 1 fois AAW Tag Team Championship avec Ethan Page[61]
  - Quatrième AAW Triple Crown Champion

- Alpha-1 Wrestling
  - 1 fois A1 Zero Gravity Champion

- BSE Pro
  - 1 fois BSE Tag Team Champion avec Ashley Sixx

- Canadian Wrestling Revolution
  - 1 fois CWR Canadian Junior Heavyweight Champion
  - 1 fois CWR World Heavyweight Champion

- Consejo Mundial de Lucha Libre
  - CMLL International Gran Prix (2018)

- Dynamo Pro Wrestling
  - 1 fois Dynamo Pro D-1 Championship

- Independent Wrestling Association Mid-South
  - 2 fois IWA Mid-South Heavyweight Championship
  - 1 fois IWA Mid-South Strong Style Champion
  - Revolution Strong Style Tournament 2014[62]

- Lucha Libre Elite
  - Elite World Championship (2016)

- New Japan Pro Wrestling
  - 1 fois IWGP Intercontinental Champion
  - 1 fois NEVER Openweight Championship
  - 1 fois NEVER Openweight 6-Man Tag Team Championship avec Hiroshi Tanahashi et Yoshitatsu

- Pro Wrestling Eclipse
  - 1 fois PWE Open Weight Champion[63]

- Pro Wrestling Guerrilla
  - 1 fois PWG World Tag Team Champion avec Brian Cage

- Pro Wrestling NOAH
  - 1 fois GHC Tag Team Championship avec Masa Kitamiya (actuel)

- Ring of Honor
  - 1 fois ROH World Champion
  - Survival of the Fittest (2011, 2015)

- What Culture Pro Wrestling
  - Pro Wrestling World Cup: Canadian Tournament (2017) avec Mike Bailey

- Wrestling Observer Newsletter
  - 5 Star Match (2012) vs. Davey Richards le 31 mars[64]
  - 5 Star Match (2017) vs. Tetsuya Naitō le 11 février

## Récompenses des magazines
- Pro Wrestling Illustrated

| Année | 2009 | 2010 | 2011 | 2012 | 2013 | 2014 | 2015 | 2016 | 2017 |
| ----- | ---- | ---- | ---- | ---- | ---- | ---- | ---- | ---- | ---- |
| Rang  | 346  | 271  | 229  | 54   | 37   | 14   | 43   | 18   | 76   |